# Айнакольский сельский округ
Айнако́льский се́льский окру́г (каз. Айнакөл ауылдық округі) — упразднённая административная единица в составе Буландынского района Акмолинской области Республики Казахстан.
Административный центр — село Айнаколь.

## География
Административно-территориальное образование расположено в юго-западной части района, граничит:
- на востоке с Журавлевским сельским округом,
- на юге и западе с Астраханским районом,
- на северо-западе с Новобратским сельским округом.

Сельский округ расположен на северных окраинах казахского мелкосопочника. Рельеф местности представляет собой в основном сплошную равнину с малыми возвышенностями. 
Гидрографическая сеть представлена реками: Баксук (приток Колутона), Таубай (малый приток Аршалы). Имеются более 5 озёр, самые крупные из них — Жаманкулик, Айнаколь, Карасу.
Климат континентальный, местами и резкий. В целом, климат холодно умеренный и очень влажный: прохладная зима и тёплое лето. Среднегодовая температура воздуха составляет около +3,8°C. Среднемесячная температура воздуха в июле достигает +20,1°С. Среднемесячная температура января составляет -14,8°C. Среднегодовое количество осадков составляет больше 400 мм. Основная часть осадков выпадает в период с мая по июль.
Через территорию сельского округа проходит около 12 км автодороги областного значения КС-8 (Новый Колутон — Акколь — Азат — Сазды булак).

## История
В 1989 году существовал как — Красноводский сельсовет (сёла Красноводское, Острогорское).
В периоде 1991 — 1998 годов Красноводский сельсовет был преобразован в сельский округ.
В 2007 году в связи с переименованием административного центра округа села Красноводское в село Айнаколь; сам сельский округ получил нынешнее название.
В 2025 году сельский округ был упразднён, населённые пункты включены в состав Журавлёвского сельского округа.

## Население
| Численность населения | Численность населения | Численность населения | Численность населения | Численность населения |
| 1989                  | 1999                  | 2009                  | 2020                  | 2021                  |
| --------------------- | --------------------- | --------------------- | --------------------- | --------------------- |
| 1111                  | ↘868                  | ↘628                  | ↘305                  | ↘278                  |

- Трудоспособное население округа — 129 (46,40%); из них самозанятых — 127 (98,45%).
- Семей — 89; из них многодетных — 6 (6,74%).
- Пенсионеры — 49 (17,63%).
- Детей до 18 лет — 68 (24,46%).

## Состав
| № | Населённый пункт | Тип населённого пункта       | Население, 1989 | Население, 1999 | Население, 2009 | Население, 2020 | Население, 2021 |
| - | ---------------- | ---------------------------- | --------------- | --------------- | --------------- | --------------- | --------------- |
| 1 | Айнаколь         | село, административный центр | 748             | 638             | 467             | 245             | 223             |
| 2 | Острогорское     | село                         | 366             | 230             | 161             | 60              | 55              |

## Экономика
Экономика сельского округа имеет сельскохозяйственную направленность. Функционируют:
- ТОО «Журавлевка- 1»;
- ТОО «Астра -2010»;
- крестьянское хозяйство «Тайсумов С.П.»;
- ИП Рахимов Н.С.;
- ИП LAN.

Всего в округе земель сельскохозяйственного назначения — 27 603 га, из них сенокосов — 3 456 га, пастбищ — 9 825 га, пашни — 11 287 га. Хозяйства занимаются выращиванием зерновых культур и заготовкой сена.
В частном секторе сельского округа на 1 января 2022 года имеется следующее поголовье скота: 
- КРС — 420 голов,
- овец — 453 голов,
- лошадей — 252 голов,
- свиней — 28 голов.

Все плановые ветеринарно-профилактические мероприятия выполняются специалистами из соседнего Журавлевского сельского округа.

## Инфраструктура
Система образования в округе включает в себя одну среднюю школу в селе Айнаколь — типовая средняя школа, построенная в 1989 году на 300 учащихся (фактически на данный момент обучаются 62 ученика, 5 детей посещают миницентр). Осуществляется подвоз учеников из села Острогорское.
Из медучреждений работает 1 медицинский пункт в селе Айнаколь.
Работает цифровая телефонная станция, действует радиорелейная связь. Имеется АО "Казпочта". 

## Местное самоуправление
Аппарат акима Айнакольского сельского округа — село Айнаколь, улица Жастар, дом №18.
- Аким сельского округа  — Жусупбаев Алмат Конысбаевич[11].